# Trần Phú, thành phố Hải Dương
Trần Phú là một phường thuộc thành phố Hải Dương, tỉnh Hải Dương, Việt Nam.

## Địa lý
Phường Trần Phú nằm ở trung tâm thành phố Hải Dương, có vị trí địa lý:
- Phía đông giáp phường Ngọc Châu và phường Trần Hưng Đạo
- Phía tây giáp phường Lê Thanh Nghị
- Phía nam giáp phường Hải Tân và phường Lê Thanh Nghị
- Phía bắc giáp phường Nguyễn Trãi và phường Trần Hưng Đạo.

Phường Trần Phú có diện tích 0,71 km², dân số năm 2018 là 7.602 người, mật độ dân số đạt 10.707 người/km².

## Lịch sử
Ngày 28 tháng 10 năm 1996, Chính phủ ban hành Nghị định số 64-CP. Theo đó, thành lập phường Lê Thanh Nghị trên cơ sở điều chỉnh 140 ha diện tích tự nhiên và 8.100 người của phường Trần Phú.
Sau khi điều chỉnh địa giới hành chính, phường Trần Phú còn lại 110 ha diện tích tự nhiên và 10.025 người.
Ngày 16 tháng 10 năm 2019, Ủy ban Thường vụ Quốc hội ban hành Nghị quyết số 788/NQ-UBTVQH14 về việc sắp xếp các đơn vị hành chính cấp huyện, cấp xã thuộc tỉnh Hải Dương (nghị quyết có hiệu lực từ ngày 1 tháng 12 năm 2019). Theo đó:
- Điều chỉnh 4,65 ha diện tích tự nhiên và 42 người của phường Lê Thanh Nghị; 19,75 ha diện tích tự nhiên và 54 người của phường Hải Tân; 4,99 ha diện tích tự nhiên của phường Ngọc Châu về phường Trần Phú
- Điều chỉnh 4,16 ha diện tích tự nhiên và 4 người của phường Trần Phú về phường Lê Thanh Nghị.

Sau khi điều chỉnh địa giới hành chính, phường Trần Phú có 71,14 ha diện tích tự nhiên và 7.602 người.